# Queijo Serra da Estrela
| Herkunft       | Portugal |
| Milch          | Schaf    |
| Käsegruppe     |          |
| Fett i. Tr.    | 45–60 %  |
| Eiweiß         | 26–33 %  |
| Maß            | Radform  |
| Zertifizierung | DOP      |

Der Queijo Serra da Estrela (portugiesisch Queijo ‚Käse‘), auch Queijo da Serra genannt, ist ein portugiesischer Berg-Käse aus Schafsmilch mit geschützter Ursprungsbezeichnung.

## Herkunft
Das geografische Gebiet umfasst die Gemeinden Carregal do Sal, Celorico da Beira, Fornos de Algodres, Gouveia, Mangualde, Manteigas, Nelas, Oliveira do Hospital, Penalva do Castelo und Seia sowie insgesamt sechsundsechzig Freguesias der Gemeinden Guarda, Tondela, Trancoso, Aguiar da Beira, Arganil, Covilhã, Viseu und Tábua. Hauptproduktionsorte sind Seia, Manteigas und Gouveia.
Die Milch stammt ausschließlich von den Rassen Bordaleira Serra da Estrela und Churra Mondegueira, die in der Gebirgsregion Serra da Estrela heimisch sind.

## Herstellung
Die Dicklegung der Rohmilch erfolgt mit einem pflanzlichen Lab, welches aus den Blüten der Kardunkelartischocke, einer in dieser Region typischen Pflanze, gewonnen wird. Queijo Serra da Estrela muss mindestens 30 Tage lang reifen, dauert der Reifeprozess mindestens 120 Tage an erhält er den Zusatz Velho (alt).

## Beschaffenheit

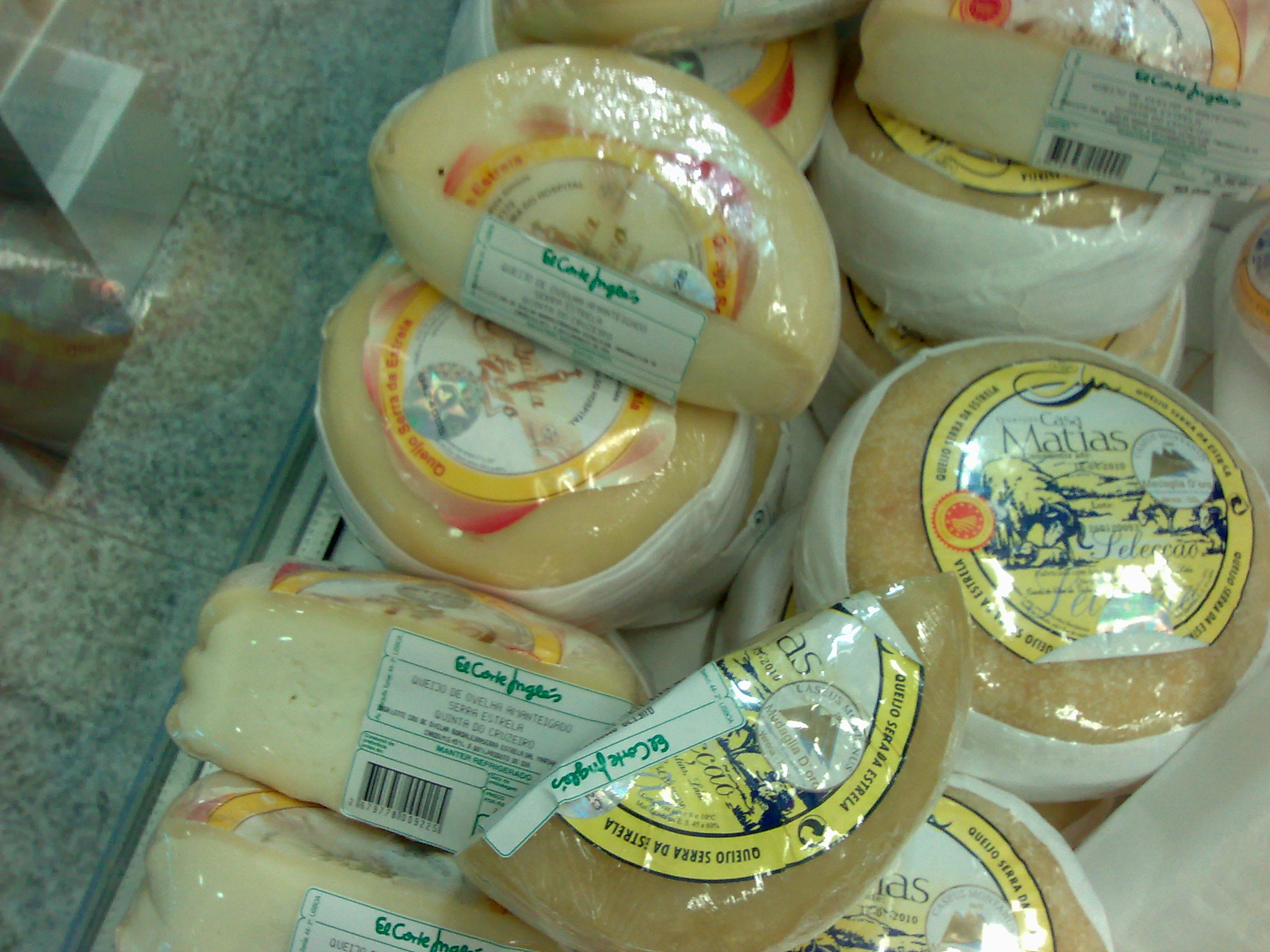
Queijo Serra da Estrela

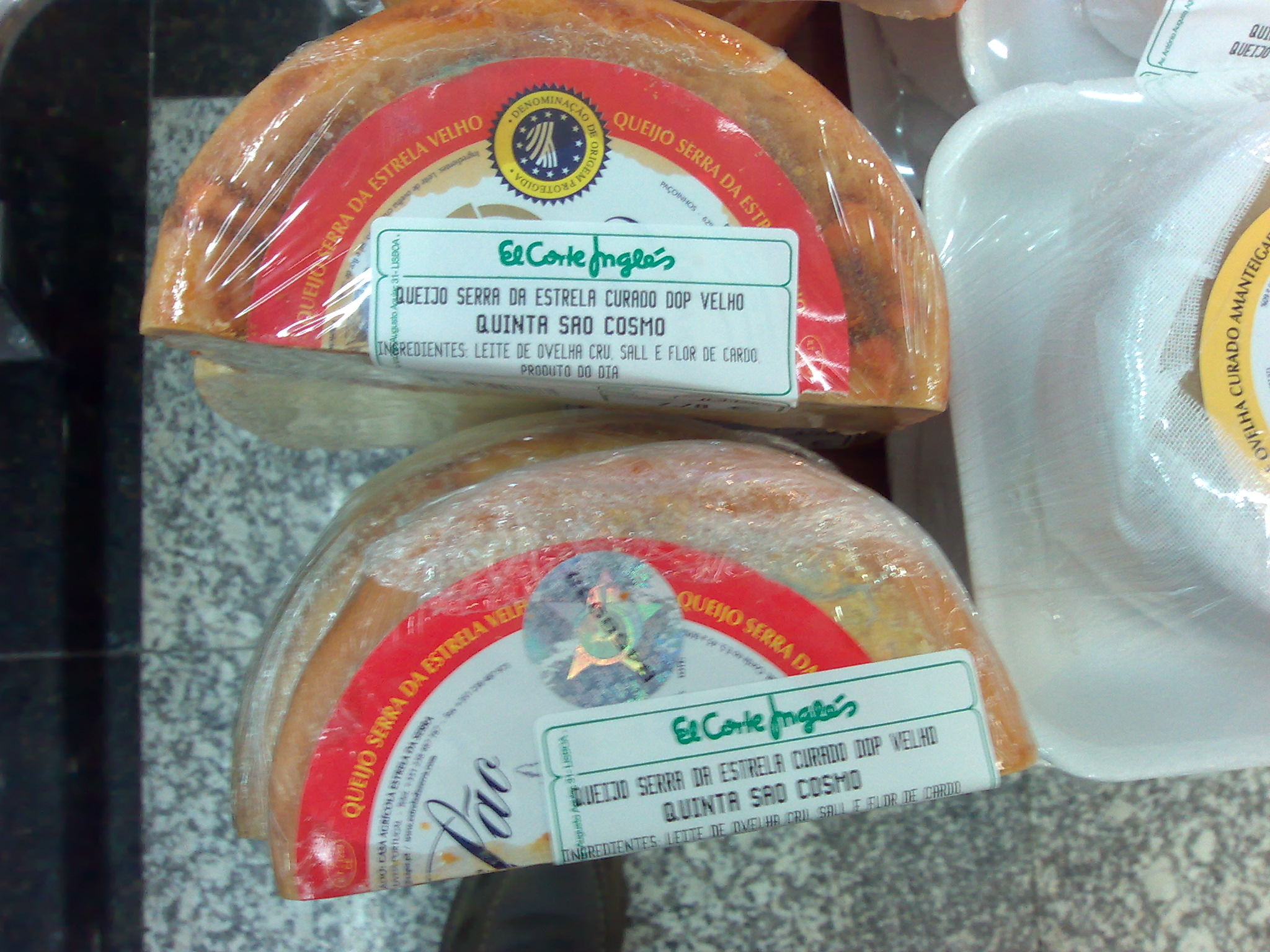
Queijo Serra da Estrela Velho

Das Gewicht der zylindrischen Käselaibe variiert zwischen 0,7 und 1,7 Kilogramm. Die Herstellung erfolgt vornehmlich in den Wintermonaten. Innen ist der Käse bei Lagerung ohne weitere Behandlung cremig dickflüssig. Bei tieferen Temperaturen oder einer speziellen Weiterbehandlung wird er fest. Traditionell wird in Portugal bei der weichen Variante der obere Teil der Rinde aufgeschnitten und der cremige Käse mit einem Buttermesser oder einem Löffel entnommen.

### Variante
Es existiert auch ein Queijo Serra da Estrela der aus Schafs- und Ziegenmilch hergestellt wird. Dieser trägt aber nicht die DOP-Herkunftsbezeichnung.